# Nemesis lamna
A Nemesis lamna (melyet főleg alfaji, Nemesis lamna lamna szinten ismernek) az állkapcsilábas rákok (Maxillopoda) osztályának a Siphonostomatoida rendjébe, ezen belül az Eudactylinidae családjába tartozó faj.
A Nemesis ráknem típusfaja.

## Tudnivalók
Tengeri élőlény, amely eredetileg a Csendes-óceán délnyugati részén élhetett, Új-Zéland közelében; azonban manapság Európa tengervizeiben is fellelhető. Mint sok más rokona, a Nemesis lamna is élősködő életmódot folytat. A gazdaállatai a következők: fehér cápa (Carcharodon carcharias), heringcápa (Lamna nasus), röviduszonyú makócápa (Isurus oxyrinchus), kisfogú homoki tigriscápa (Odontaspis ferox), rókacápa (Alopias vulpinus), atlanti hegyesorrú cápa (Rhizoprionodon terraenovae), Dasyatis centroura, Lichia amia és Cetonurus crassiceps.